# فرانکلینتاون (ویرجینیای غربی)
فرانکلینتاون (به انگلیسی: Franklintown) یک منطقهٔ مسکونی در ایالات متحده آمریکا است که در ویرجینیای غربی واقع شده‌است.